# Ethan Bortnick
Ethan Jordan Bortnick (nacido el 24 de diciembre de 2000) es un pianista, cantautor, productor discográfico, músico y actor ucraniano-estadounidense. Tuvo apariciones en The Tonight Show, Oprah Winfrey Network, Good Morning America, Disney Channel, Nickelodeon, y sus galardonados conciertos especiales en PBS. Ethan ha realizado más de 4 conciertos especiales para la televisión estadounidense. El 3 de octubre de 2010, a los 9 años, Bortnick fue listado en los Guinness World Records como «El músico solista más joven del mundo en encabezar su propia gira de conciertos».
Bortnick ha aparecido en varios programas de televisión nacionales e internacionales.Ayudó a recaudar fondos de más de 50 millones de dólares para organizaciones benéficas junto a Elton John, Beyoncé, Josh Groban, entre otros. En 2011, la transmisión de AEG Network LIVE de Musical Time Machine de Ethan Bortnick recibió dos premios Telly de bronce y Bortnick recibió tres premios Telly de bronce en 2014 por The Power of Music.
Bortnick ha encabezado más de 1000 conciertos alrededor del mundo.
Durante la pandemia de COVID-19, Bortnick empezó a ofrecer presentaciones en vivo diarias a través de YouTube.

## Primeros años y educación
Bortnick nació en Pembroke Pines, Florida. Sus padres, Hannah y Gene Bortnick, son inmigrantes judíos de Ucrania. Asistió a una escuela Montessori. A los tres años, descubrió que tiene un conjunto de habilidades musicales, incluyendo oído absoluto, en un teclado de juguete que lo llevó a aparecer en muchos programas televisivos. Él declaró que tiene sinestesia.

## Carrera

### Especiales de PBS
A los 9 años, Bortnick se convirtió en el artista más joven en tener su propio especial de conciertos para la PBS. The Power of Music. The Power of Music fue calificado como el programa aspirante de conciertos número uno de la televisión pública entre 2014 y 2015.
En 2017, Bortnick presentó el tercer concierto nacional en televisión de PBS «Generations of Music», con las apariciones invitadas de Peter Yarrow (de Peter, Paul and Mary), Bethany Yarrow, y Rufus Cappadocia, también guiado por el director musical David Rosenthal, y dirigido por Leon Knoles.
Bortnick realizó un programa de búsqueda de talentos llamado Celebration of Music en 2017.
El programa viaja a varias ciudades de Estados Unidos, donde compiten varios concursantes de entre 4 y 24 años para ganar la oportunidad de presentarse en un programa de televisión nacional.

### Concierto en Las Vegas
El 22 y 23 de junio de 2011, en Las Vegas Hilton, Bortnick se convirtió en el cabeza de cartel más joven de la historia de Las Vegas, con tan solo diez años de edad.

### Álbum grabado
En agosto de 2011, Bortnick grabó su primer álbum en Muscle Shoals, Alabama. El álbum fue producido por Gary Baker, y contó con la colaboración de Matthew Craig y Rob Collier. El álbum es la banda sonora de la película Anything is Possible, el la que Bortnick tiene su papel protagónico.

### Melody Street
Bortnick fue el presentador de Melody Street, un programa de variedades musical de 22 minutos para preescolares. Bortnick, junto con una banda de instrumentos musicales animados (Val Violín, Febe Flauta, Timmy Trompeta, Heidi Trompa y Sammy Snare) entretuvieron a los niños con humor, canciones, parodias, juegos interactivos, dramas, detrás de cámaras e invitados musicales famosos.

### Presentaciones en vivo

#### 2007
- Abrió el primer concierto de la gira estadounidense de Nelly Furtado, en el Hard Rock Hotel and Casino en Hollywood, Florida.[26][27]

#### 2008
- Realizó un concierto con la Orquesta Filarmónica de Naples, Florida, bajo la dirección musical de Andrew Lane.[28]
- Actuó en directo para recaudar dinero para el Diamond Ball and Concert de la Fundación del Hospital Infantil de Miami, junto con Beyoncé Knowles, Smokey Robinson, y Gloria Gaynor en el American Airlines Arena en Miami, Florida. Se recaudó un monto total de 12 millones de dólares para la Fundación.[29]
- Copresentó la Teletón Chabad, el cual recaudó ocho millones de dólares en una sola noche.[30][31]

#### 2009
- Interpretó junto con la Orquesta Filarmónica de Orlando.[32]
- Actuó en una recaudación de fondos a beneficio de la Fundación del Miami Children's Hospital junto con el chef Emeril Lagasse.[33]
- Interpretó en un evento de recaudación de fondos para enfermos de enfermedad de Parkinson presentado por Muhammad Ali[34]
- Interpretó en un evento privado para George Davidsohn en el Fontainebleau Hotel, acompañado por miembros de la banda de Billy Joel. Bortnick se presentó con Mark Rivera, Tommy Byrnes, Chuck Burgi, Andy Cichon, y David Rosenthal.[cita requerida]
- Interpretó en la 18ª edición de los Premios Ella de la Society of Singers, en honor a Herb Alpert y Lani Hall.[35]
- Opened for Sir Elton John, Gladys Knight, and Tony Bennett. This event was to raise money for the Starkey Hearing Foundation and was hosted by Billy Crystal.[36]
- Performed, as the sole entertainer, for the Annual Benefit Event of American Friends of Lubavitch.[37]
- Headline performer at the Nokia Theater at LA Live.[38]
- Actuó para OneXOne.[39]

#### 2010
- Opened for Jordin Sparks, Jason Derulo, Sam Moore, and David Archuleta for a Super Bowl Party at Miami's Eden Roc Hotel, raising money for various children's charities.[40]
- Performed a solo show at The Grammy Museum for students.[41]
- Performed at the Children Mending Hearts Benefit.[42]
- Performed live at Los Angeles' KCET radio studios during the station's pledge drive.[cita requerida]
- Performed at the Delta Awards Ceremony for Children's Miracle Network.[43]
- Performed with Ben Folds and the Nashville Symphony to help raise funds for the Schermerhorn Symphony Center.[44][45]
- Performed at Haim Saban's IDF fundraising dinner in Beverly Hills, opening for David Foster and Andrea Bocelli.[46]

#### 2011
- Performed at the Mandalay Bay in Las Vegas to raise money for the Remax and Children's Miracle Network Auction.[47]
- Performed in a concert for the Larry King Foundation. Bortnick opened for Mary J. Blige.[cita requerida]
- Opened the 27th National Space Foundation Symposium.[48]
- One of the headliners of the 2011 Jacksonville Jazz Festival. Other headliners included Natalie Cole and Herbie Hancock[49]
- Performed the opening act for Marvin Hamlisch in Montreal, Quebec, Canada.[50]

### «We are the World – 25 for Haiti»
El 1 de febrero de 2010, Bortnick grabó junto con setenta artistas la canción «We Are the World 25 for Haiti», en su 25° aniversario de la grabación original. La canción fue estrenada el 12 de febrero de 2010, durante la ceremonia de apertura de los Juegos Olímpicos de Invierno de Vancouver.

### Radio y prensa
El 12 de febrero de 2010, Bortnick apareció en la revista Rolling Stone en un artículo titulado «Preview the New 'We Are the World ', Plus Meet Nine-Year-Old Singer Ethan Bortnick»[cita requerida]
El 1 de agosto de 2010, Bortnick  apareció en la sección LIFE de USA Today.
On 1 de mayo de 2011, Bortnick was featured in the Keyboard Magazine In a section entitled "MAJORminor".
On 22 de julio de 2011, Bortnick was featured in the Las Vegas Review-Journal, in the NEON Entertainment section.
In October 2013, Bortnick was on the Esquire Magazine's 80th anniversary cover, titled "The Life of Man"
On 18 de noviembre de 2013, Bortnick was interviewed for The Flash List, an entertainment Newsletter in the article "Interview with Piano Prodigy Ethan Bortnick"
On 19 de noviembre de 2013, Bortnick was featured in GAP brand global celebrity ad campaign.
On 12 de noviembre de 2015, Bortnick was featured in Keyboard Magazine in an article titled "Piano Men Celebrate the Power of Giving" with David Rosenthal.
On 25 de agosto de 2017, Bortnick was featured in Broward Family Life, in the entertainment section.

## Discografía

### Álbumes
- Anything Is Possible OST (2013)
- Harmonic Minor. (2020)
- Luna Park. (2024)
- Luna Park. (The Lullabies). (2024)
- Solo 1. (2024)

### DVDs/CDs
- Live in Concert "By Me" Ethan Bortnick (2007)
- Ethan Bortnick and His Musical Time Machine (2010)
- Ethan Bortnick in Concert: The Power of Music (2014)

### Sencillos
- «The Champ» (2008)
- «It's All About Music» (2011)
- «Anything Is Possible» (2013)
- «Reason to Believe» (2017)
- «Be Who You Are» (2017)
- «Leave Me Alone» (2019)
- «Start» (2019)
- «Closure» (2019)
- «I Want Red» (2019)
- «The Dino Club» (2020)
- «100 Layers» (2020)
- «Sink and Die» (2020)
- «Final Boss» (2020)
- «5 am» (2020)
- «Soul Eater» (2021)
- «Cut My Fingers Off» (2021)
- «Prom» (2022)
- «Engravings» (2022)
- «Arsonists» (2022)
- «Happy F***ing Birthday» (2022)
- «Deadly Ever After» (2023)
- «The Last Laugh» (2023)
- «Doppelgänger» (2023)
- «Sleep Paralysis Demon» (2023)

## Giras
- 2015 – 2016: The Power of Music
- 2010 – 2011: Musical Time Machine

## Filmografía

### Películas
- 2013: Anything is Possible

### Televisión y presentador
- 2015: Ethan Presents Himself/host
- 2014: The Power of Music Himself/host
- 2010: Fox and Friends Christmas Special Himself/Guest[58]
- 2010: The Fran Drescher Show Guest/Performer[58]
- 2010: The Wendy Williams Show Guest/Performer[59]
- 2010: Ethan Bortnick and His Musical Time Machine Himself/host
- 2010: Melody Street Himself/host
- 2009 – 2012: Canada AM Guest/Performer[60]
- 2009: Yo Gabba Gabba (Nickelodeon show) Himself/Guest
- 2009: Mornings with Kerri-Anne (Australia) Guest/Performer
- 2008 – 2011: The Oprah Winfrey Show Guest/Performer[61][62]
- 2008: Little Einsteins on Disney Channel Himself/Guest[63]
- 2007 – 2010: Good Morning America Guest/Performer[64]
- 2007 – 2009: The Tonight Show with Jay Leno Guest/Performer[65][66][67]
- 2007: The Martha Stewart Show Guest/Performer
- 2007: Inside Edition Guest/Performer
- 2007: Access Hollywood Guest/Performer
- 2007: The Early Show Guest/Performer[1]

## Premios y nominaciones

### Telly Awards
| Año  | Nominado       | Galardón                 | Resultado | Ref. |
| ---- | -------------- | ------------------------ | --------- | ---- |
| 2010 | Ethan Bortnick | Instrumentista destacado | Ganador   |      |

| Año  | Nominado       | Galardón                  | Resultado | Ref. |
| ---- | -------------- | ------------------------- | --------- | ---- |
| 2011 | Ethan Bortnick | Programas/segmentos de TV | Ganador   |      |

### Otros premios
El 1 de abril de 2014, Ethan recibió el premio Next Generation of Hope por la USO.